# Malesherbia tubulosa
Malesherbia tubulosa là một loài thực vật có hoa trong họ Lạc tiên. Loài này được (Cav.) J. St.-Hil. mô tả khoa học đầu tiên năm 1806.